# 民主的左翼 (イタリア)
民主的左翼（みんしゅてきさよく、Sinistra Democratica、"SD"）は、イタリアの政党。書記長は、ファビオ・ムッシ（初代）。
- 2007年 - 左翼民主主義者とマルゲリータの合流方針に反対する国会議員を中心に結成。

## 歴史

### 党史
- 2007年
  - 4月21日 - 左翼民主主義者党大会開催、新党への移行を承認。
  - 4月22日 - マルゲリータ党大会開催、新党への移行を承認。
  - 5月5日 - 左翼民主主義内の新党移行反対派が離党、民主的左翼を結成。